# Pseudophysocephala alinea
Pseudophysocephala alinea är en tvåvingeart som beskrevs av Camras 2001. Pseudophysocephala alinea ingår i släktet Pseudophysocephala och familjen stekelflugor.
Artens utbredningsområde är Tanzania. Inga underarter finns listade i Catalogue of Life.